# Книш Ольга Ігорівна
Ольга Ігорівна Книш (нар. 6 жовтня 1995) — українська гірськолижниця, член збірної України на Олімпійських іграх 2018 року.

## Виступи на Олімпійських іграх
| Рік  | Місце проведення          | СЛ | ГС | СГ |
| ---- | ------------------------- | -- | -- | -- |
| 2018 | Пхьончхан, Південна Корея | 45 | НФ | 43 |

## Виступи на чемпіонатах світу
| Рік  | Місце проведення       | СЛ | ГС |
| ---- | ---------------------- | -- | -- |
| 2015 | Вейл/Бівер-Крик, США   | 55 | 66 |
| 2017 | Санкт-Моріц, Швейцарія | 49 | 58 |
| 2019 | Оре,Швеція             | НФ | 55 |